# Гундулићев венац
| Гундулићев венац | Гундулићев венац        |
| ---------------- | ----------------------- |
|                  |                         |
| Општина          | Стари Град              |
| Почетак          | Булевар деспота Стефана |
| Крај             | Улица књегиње Љубице    |
| Дужина           | 800 m                   |
| Ширина           | 14 m                    |
| Створена         | 1905                    |
|                  |                         |
|                  |                         |
| Гундулићев венац |                         |

Гундулићев венац  налази се на Општини Стари град Београда и протеже се правцем од Булевара деспота Стефана, сече Венизелосову и Француску до Улице књегиње Љубице.

## Име улице
Улица је настала 1905. године и од тада није мењала назив. Названа је по Ивану Гундулићу, песнику и драмском писцу.
Рођен је у Дубровнику 1589. године. У младости је написао бројне мелодраме, пасторале, лирске песме. На жалост, оне су углавном изгубљене. Најзначајније и најопсежније дело је Осман на коме је радио од 1621. године до смрти, 1638. Сматра се најбољим епом словенског барока.

## Суседне улице
- Булевар деспота Стефана
- Венизелосова
- Француска
- Улица књегиње Љубице
- Улица кнез Милетина
- Добрачина
- Доситејева
- Жоржа Клемансоа
- Дринчићева
- Шантићева
- Улица Јелисавете Начић

## Гундулићевим венцем
У броју 11, дом Друштва за заштиту слепих девојака је освећен 1. новембра 1936.
Садржи породичне кућа са двориштем али и зграде вишеспратнице.

### Комплекс радничких станова
Комплекс радничких станова је споменик културе и протеже се улицама: Гундулићев венац 30-32, Венизелосова 13, Херцег Стјепана 3-5, Сењанина Иве 14-16. Комплекс станова чине објекти од којих је први саграђен 1909. године по пројекту прве жене архитекте Јелисавете Начић, а изграђен је на иницијативу Београдске општине, због решења стамбеног питања радника у доба интензивног развоја индустрије у Београду почетком 20. века.
Станови су јефтини и функционални, не истичу се посебно својом архитектуром.  На фасади постоји врло плитка пластика сецесијске провенијенције изнад и испод прозорских отвора.

## Галерија
- Иван Гундулић
- Угао с Цариградском
- Угао са Венизелосовом
- Угао са Улицом Јелисавете Начић
- Поглед на Булевар деспота Стефана
- Угао са Кнез Милетином
- Комплекс радничких станова, угао Венизелосове и Гундулићевог венца
- Комплекс радничких станова, број 32-34
- Комплекс радничких станова, број 32-34
- Број 1
- Број 15
- Број 40 и 42
- Улазна врата броја 22
- Број 6
- Стара табла са бројем 4
- Угао куће 24 са Шантићевом улицом